# Adjohoun
Adjohoun – miasto i gmina na południu Beninu, w Departamencie Ouémé. Według spisu z 2013 roku gmina liczy 75,3 tys. mieszkańców. Miasto znajduje się w dorzeczu rzeki Ouémé.